# Graf-Otto-Straße 38 (Bergheim)

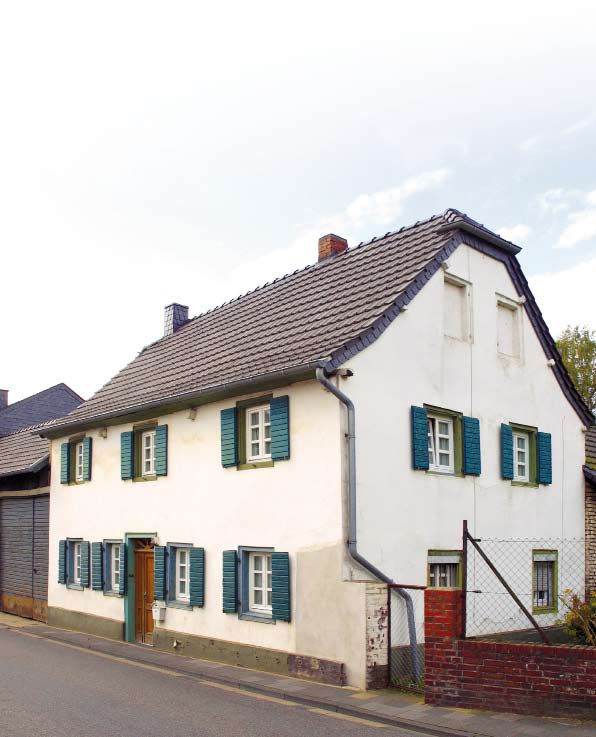
Das historische Haus in der Graf-Otto-Straße 38 in Quadrath-Ichendorf

Das historische Haus in der Graf-Otto-Straße 38 ist ein denkmalgeschütztes Wohngebäude sowie Bauernhof und befindet sich im Stadtteil Quadrath-Ichendorf in der Kreisstadt Bergheim im Rhein-Erft-Kreis.

## Geschichte
Landwirt Johann Kurth und seine Ehefrau Agnes Glasmacher erbauten das Anwesen am Anfang des 19. Jahrhunderts. Noch heute gehört es ihren Nachkommen. Es war bis vor der Aufgabe vor einigen Jahrzehnten der letzte Bauernhof in Quadrath. Daher wird das Gebäude in Bezug auf die Geschichte der Stadt auch "Der letzte Bauernhof" genannt.

## Architektur
Das Haus ist ein zweigeschossiges verputztes Fachwerkhaus mit einem Krüppelwalmdach. Es besitzt zur Straße hin im Obergeschoss drei, im Untergeschoss vier Fenster mit Holzläden. Das Wohnhaus ist Bestandteil einer rechteckigen Hofanlage. An das Fachwerkhaus schließt sich eine Toreinfahrt an.

## Denkmal
Das Haus ist unter Nr. 218 in die Liste der Baudenkmäler in Quadrath-Ichendorf eingetragen. Die Eintragung hat folgenden Text:

Fachwerkhaus mitsamt dem links anschließenden Torbau; zweigeschossiges Fachwerkhaus, völlig verputzt mit Krüppelwalmdach, traufständig zur Straße liegend, eine Seite des Gevierts eines kleinen Hofes einnehmend; Fenster mit gefalzten Blockzargen und Holzschlagläden in unregelmäßiger Anordnung, im EG vier, im OG drei Öffnungen; höherer, rechteckiger Mitteleingang, abgesetzter, massiver Sockel; freiliegende Giebel zweiachsig, einseitig anschließendes Backsteinwirtschaftsgebäude mit breitrechteckiger Durchfahrt.